# Cerkiew św. św. Kosmy i Damiana w Męcinie Wielkiej
Cerkiew św. św. Kosmy i Damiana w Męcinie Wielkiej – dawna cerkiew greckokatolicka zbudowana w 1807 znajdująca się w Męcinie Wielkiej.
Od 1951 użytkowana jako rzymskokatolicki kościół parafialny.

## Historia obiektu
Parafia prawosławna w Męcinie Wielkiej powstała w 1546. Po podpisaniu unii brzeskiej wspólnota przyjęła jej postanowienia. W tym czasie we wsi istniała już wolno stojąca cerkiew, jednak o jej wyglądzie nic nie wiadomo. Obecny budynek powstał w 1807. 3 maja 1915 wojska rosyjskie i austriackie stoczyły krwawy bój o przejęcie wsi i świątyni. W 1930 zniszczony obiekt został gruntownie odremontowany za pieniądze zebrane przez mieszkańców Męciny Wielkiej, Wapiennego i Pstrążnego. Do głównej bryły budynku dostawiono zakrystię i kruchtę, zaś dach pokryto blachą, zmieniając kształt hełmów nad przedsionkiem i nawą. We wnętrzu Ilia Decyk z Sambora wykonał polichromię. Po Akcji „Wisła” cerkiew przeszła w 1951 w ręce parafii rzymskokatolickiej i jest współcześnie użytkowana jako kościół pw. Matki Bożej Królowej Polski.

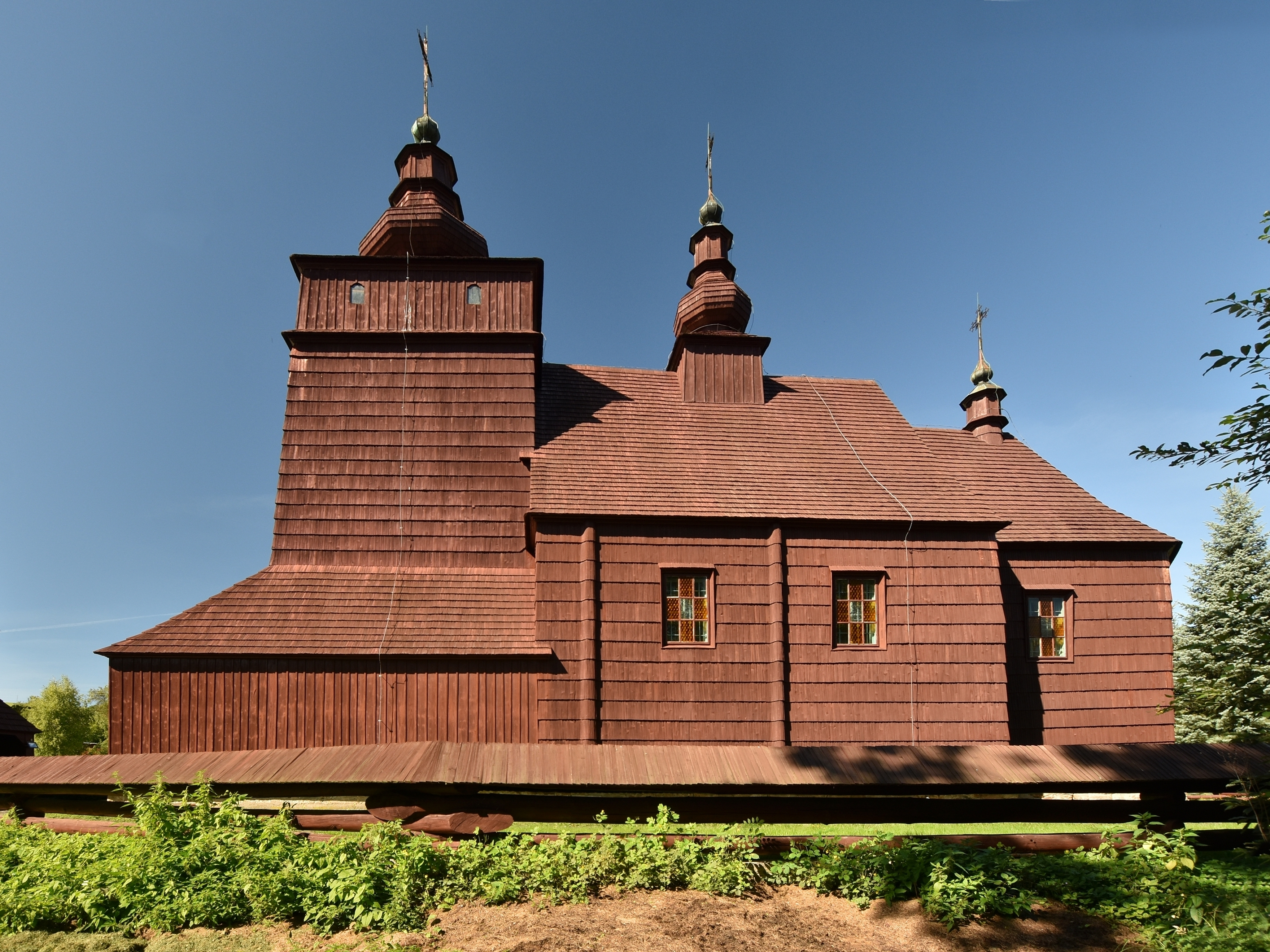
Elewacja południowa
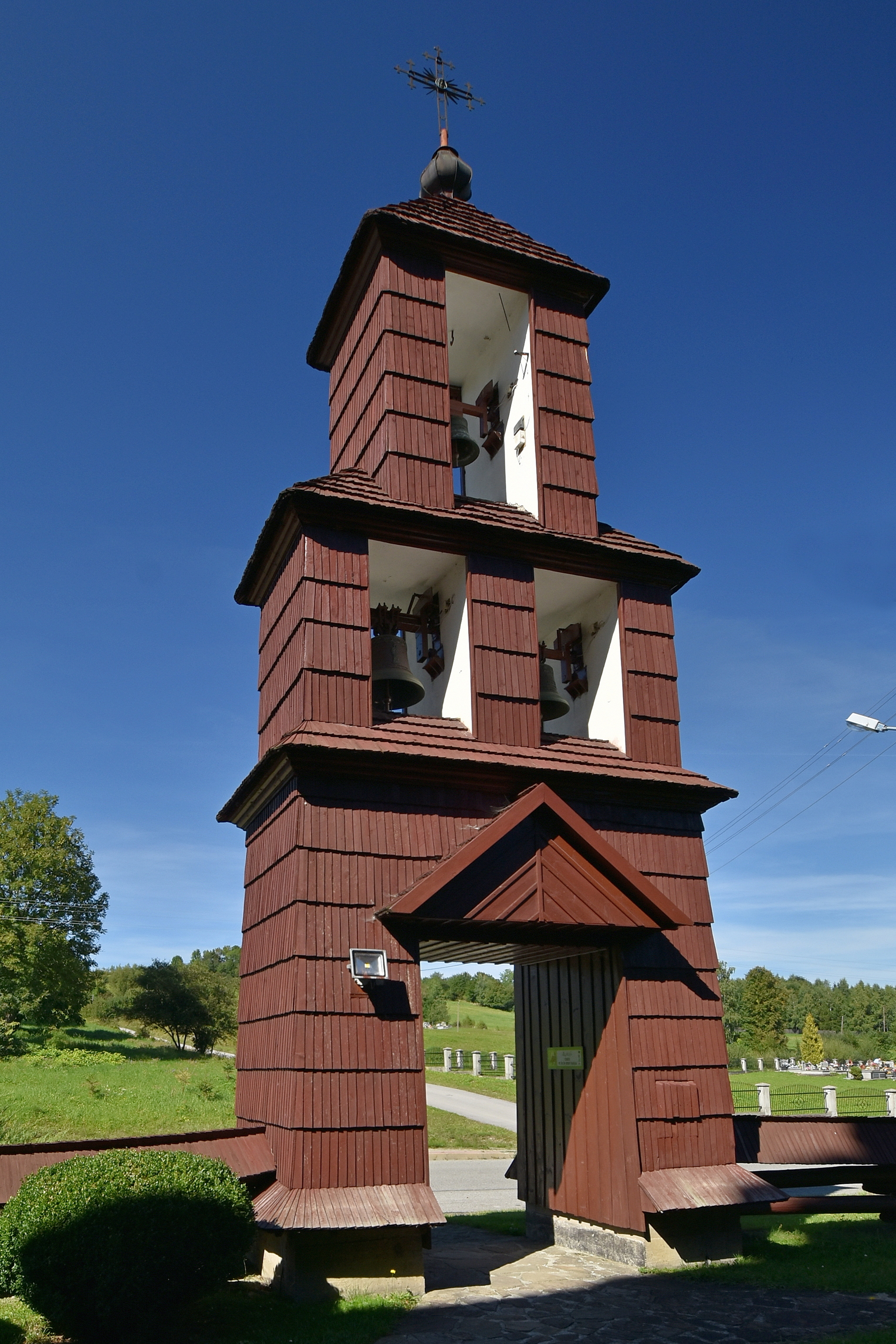
Dzwonnica
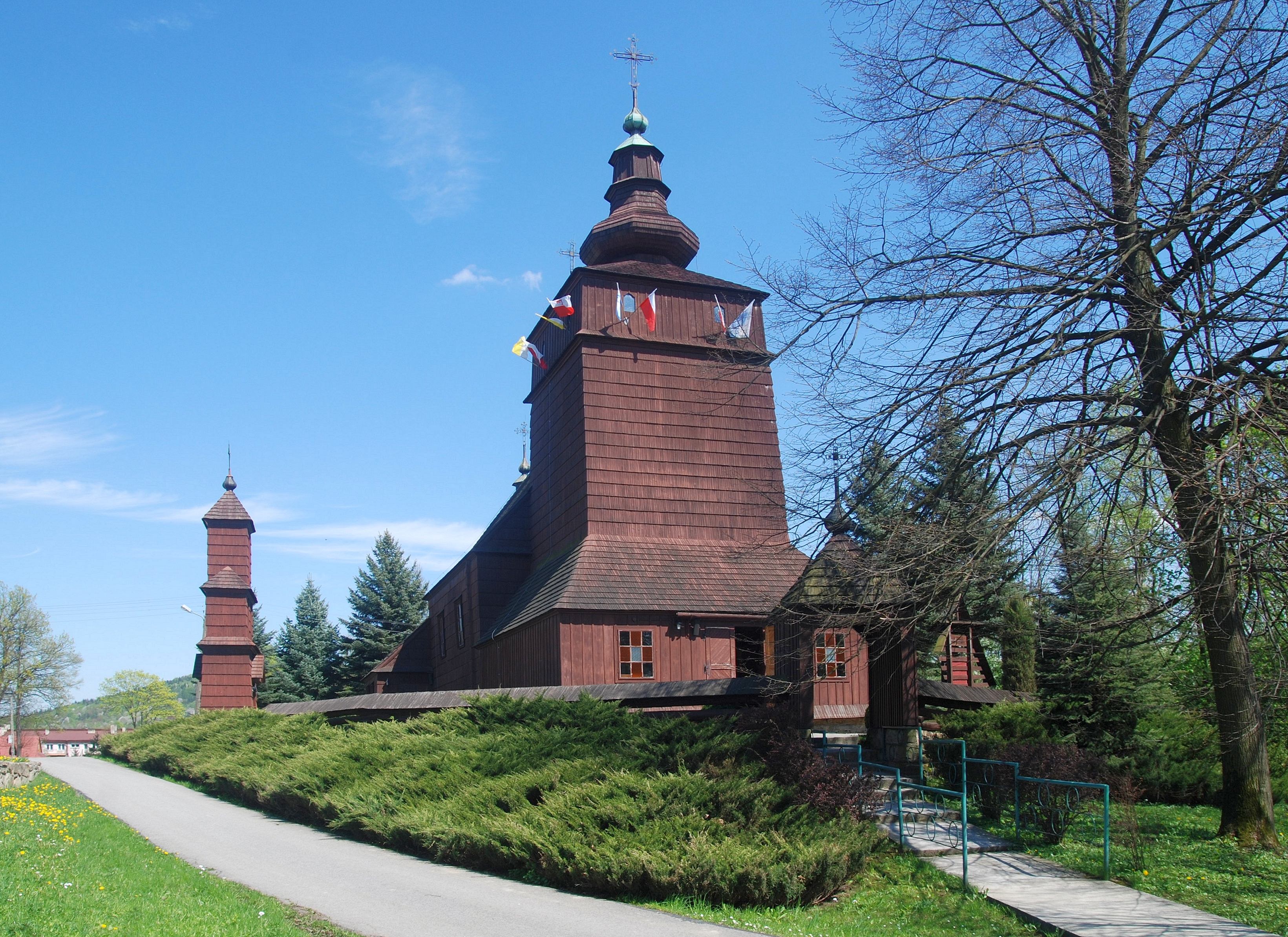
Elewacja frontowa

## Architektura
Cerkiew w Męcinie Wielkiej jest budowlą zrębową, trójdzielną, o bryle zbliżonej do wyglądu kościołów rzymskokatolickich. Jest orientowana. Ponad przedsionkiem wznosi się masywna wieża o konstrukcji słupowo-ramowej, z zachatą po bokach i pseudoizbicą, zaś od zachodniej strony – kruchtą. Do remontu w latach 1984-1986 była zwieńczona kopułą, którą zastąpiono drewnianą pseudolatarnią. Identyczna konstrukcja wznosi się nad nawą. We wnętrzu świątyni zachował się dziewiętnastowieczny ikonostas, który jednak od czasu adaptacji cerkwi na kościół nie pełni już pierwotnej funkcji, lecz został przesunięty pod ścianę prezbiterium (a w 2012 r. zdemontowany i skierowany do konserwacji). Na innych ścianach cerkwi znajduje się szereg ikon starszych niż ikonostas, w tym wyobrażenie św. Andrzeja i ikony ukazujące 12 wielkich świąt Kościołów tradycji bizantyjskiej.

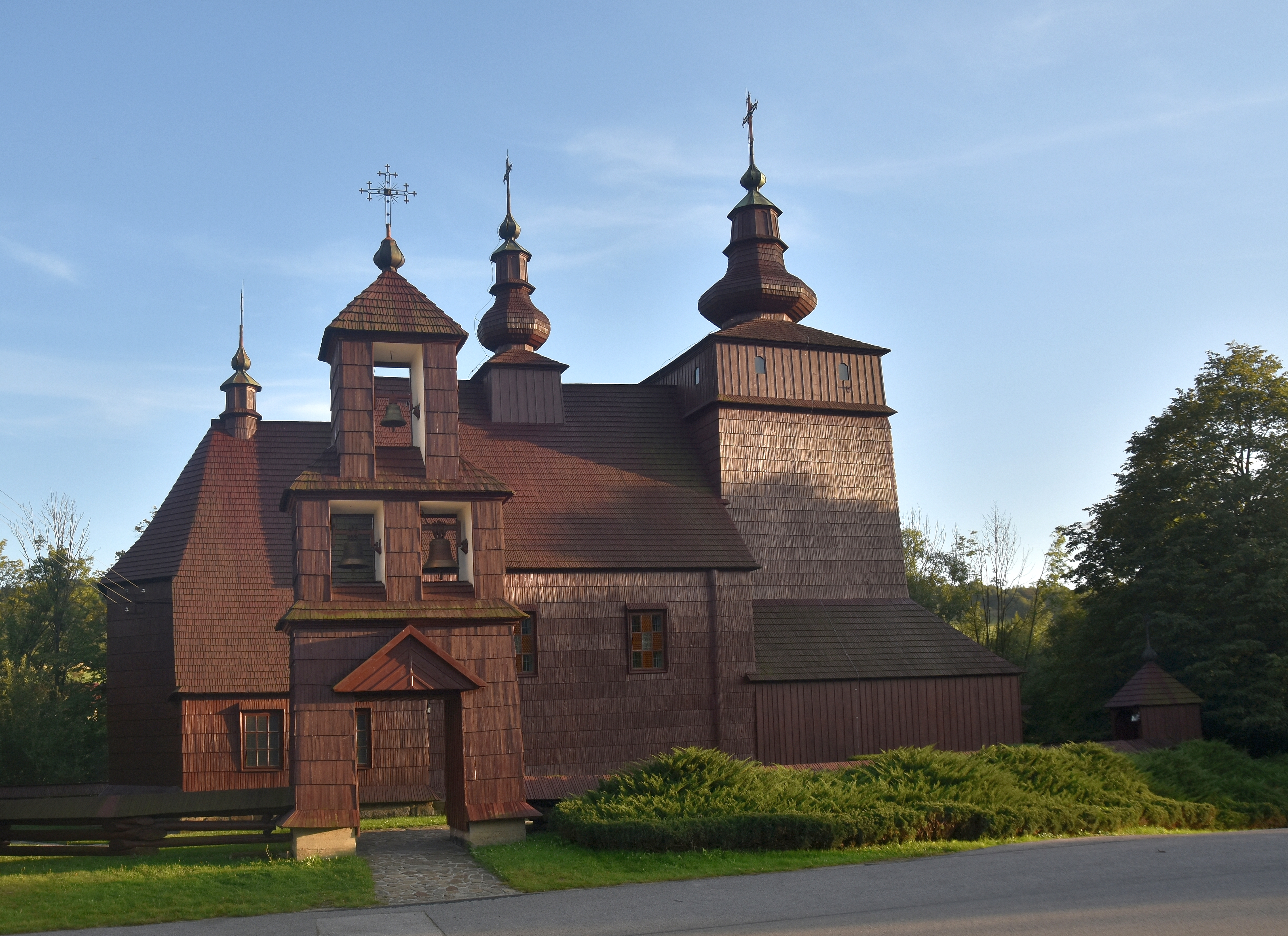
Elewacja północna
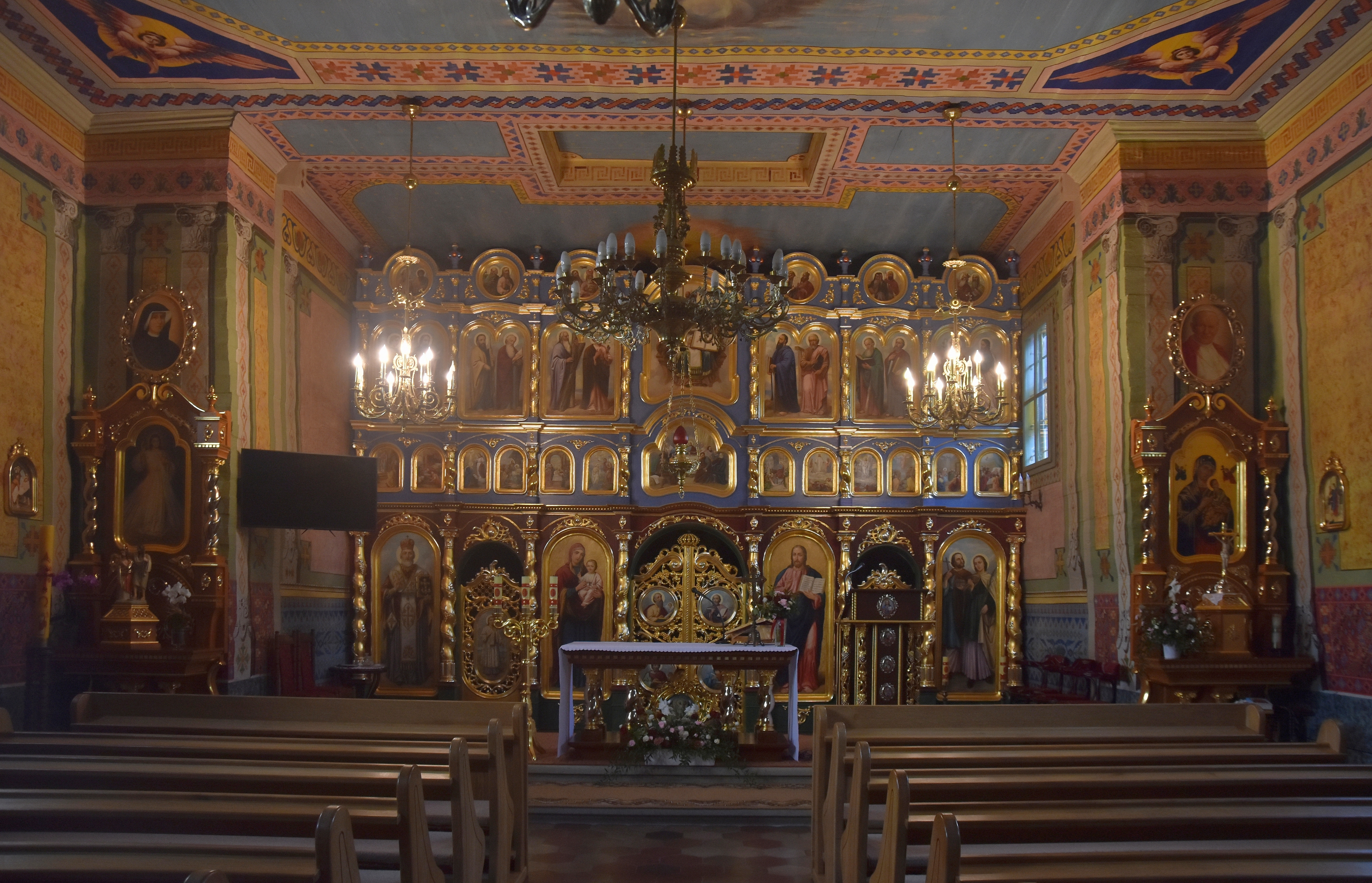
Ikonostas
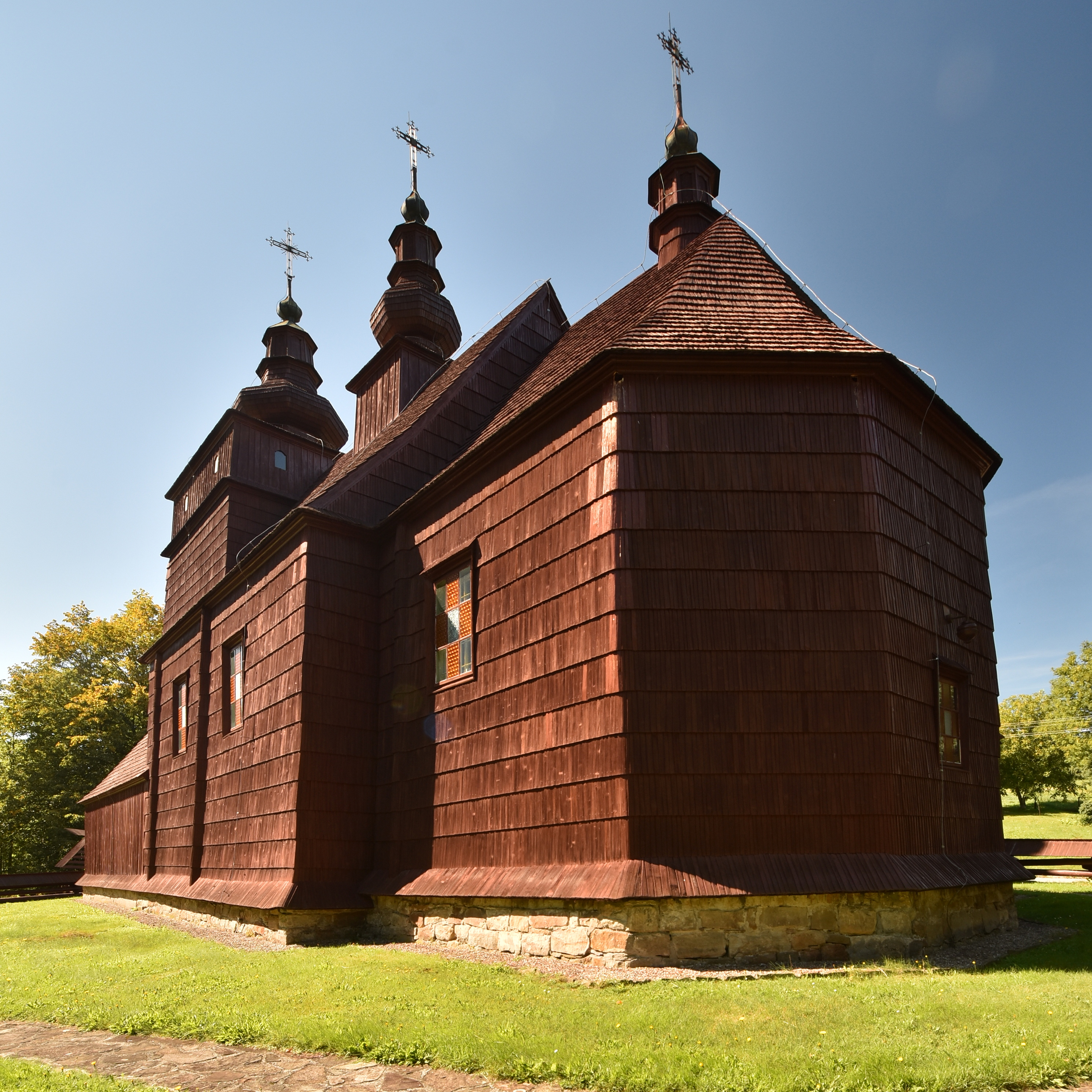
Widok od strony prezbiterium